# Portal Tomb von Annaghmore
Das kleine, kompakte Portal Tomb von Annaghmore liegt in einer kleinen Einhegung neben der Straße im Townland Annaghmore (irisch Eanach Mór), südöstlich von Mohill im äußersten Süden des County Leitrim in Irland. Als Portal Tombs werden in Irland und Großbritannien Megalithanlagen bezeichnet, bei denen zwei gleich hohe, aufrecht stehende Steine mit einem Türstein dazwischen, die Vorderseite einer Kammer bilden, die mit einem zum Teil gewaltigen Deckstein bedeckt ist.
Das gut erhaltene, pittoreske Portal Tomb hat zwei 1,6 m und 1,3 m hohe Portalsteine, zwei Seitensteine, einen schräg stehenden gebrochenen Endstein und einen 2,2 × 2,1 m messenden, stark abgewitterten 0,5 m dicken Deckstein. Die rechteckige Kammer misst 2,5 × 1,2 m und ist 1,55 m hoch.
Westlich von Mohill liegt das Portal Tomb von Cloonfinnan.